# Sparkassengalerie
Die Sparkassengalerie in Schweinfurt zeigt Wechselausstellungen, primär mit zeitgenössischer Kunst. Sie befindet sich in der Schranne, einem einstigen Kornspeicher aus dem 16. Jahrhundert.

## Lage
Die Galerie befindet sich in der Altstadt, am Roßmarkt, im Hauptgebäude der Sparkasse Schweinfurt-Haßberge, der Schranne.

## Die Schranne
Die Schranne ist ein ehemaliger Kornspeicher von 1560, ein Renaissance-Gebäudekomplex mit drei Flügeln, um einen zum Roßmarkt hin geöffneten Hof. Ab 1606 diente das Gebäude als Bürgerhof und Lagerhaus und ist seit 1935 im Besitz der Sparkasse Schweinfurt. Der kleine Brunnen im Vorhof zeigt die frühere Bedeutung des Roßmarkts für den Getreide- und Geldhandel. Von 1950 bis 1953 erfolgte der Um- und Wiederaufbau des im Krieg teilweise zerstörten Gebäudekomplexes.

## Die Galerie
Die Sparkassengalerie wurde im Jahre 1986 gegründet. Jedes Jahr werden fünf neue Ausstellungen gezeigt. Der Schwerpunkt liegt dabei auf Arbeiten der Malerei, Zeichnung, Plastik und Skulptur. Es fanden bereits über 150 Ausstellungen statt.

## Ausstellungen
2019 fand in der Kunsthalle Schweinfurt und der Sparkassengalerie die Ausstellung Gunter Sachs – Kamerakunst. Fotografie, Film und Sammlung statt.